# 厄尔·琼斯 (田径运动员)
厄尔·琼斯（英語：Earl Jones，1964年7月17日—），生于芝加哥，美国男子田径运动员，主攻800米赛跑。他曾代表美国参加1984年夏季奥林匹克运动会田径比赛，获得男子800米铜牌。